# NRS 17-22
De serie NRS 17-22 was een serie stoomlocomotieven van de Nederlandsche Rhijnspoorweg-Maatschappij (NRS), welke daarna ook nog bij de Hollandsche IJzeren Spoorweg-Maatschappij (HSM) hebben dienstgedaan.

## NRS
De NRS stelde de door Dixon & Co in Amsterdam gefabriceerde locomotieven in 1851-1853 in dienst op de breedsporige verbinding tussen Amsterdam en Arnhem. In tegenstelling tot de eerder geleverde locomotieven 1-8, 9-10 en 11-16 werden deze locomotieven niet meer van namen voorzien. Nadat het genoemde traject in de periode 1854-1855 was omgebouwd van breedspoor tot normaalspoor werden de locomotieven buiten dienst gesteld en verkocht aan de handelaar B.J. Nijkerk in Amsterdam. 

## HSM
De Hollandsche IJzeren Spoorweg-Maatschappij (HSM), waarvan de spoorlijn tussen Amsterdam en Rotterdam nog in breedspoor was uitgevoerd, zag toen wel wat in overname van de bij de NRS buiten dienst gestelde locomotieven ter vervanging van oudere eigen locomotieven. Met de handelaar B.J. Nijkerk kwam de HIJSM overeen om twaalf locomotieven te ruilen met bijbetaling van 2000 gulden per locomotief.
In 1856 werden de HSM Salamander, Phoenix en Leiden geruild tegen de jongere ex-NRS-locomotieven 17, 18 en 19. 
In 1857 kocht de HSM de ex-NRS-locomotief 21 van de handelaar B.J. Nijkerk voor 3500 gulden.
In 1858 en 1859 werden respectievelijk de HSM Amstel en Sirius geruild tegen de ex-NRS-locomotieven 22 en 20.
De voormalige NRS locomotieven hebben bij de HSM dienstgedaan tot 1865 of 1866. Alle genoemde locomotieven zijn nadien gesloopt.

## Overzicht
| Fabrieksnummer | NRS nummer | In dienst NRS | Uit dienst NRS | In dienst HSM | Uit dienst HSM | Bijzonderheden                |
| -------------- | ---------- | ------------- | -------------- | ------------- | -------------- | ----------------------------- |
| 4              | 17         | 1851          | 1855           | 1856          | 1865           | Geruild tegen HSM Salamander. |
| 5              | 18         | 1851          | 1855           | 1856          | 1866           | Geruild tegen HSM Phoenix.    |
| 6              | 19         | 1852          | 1855           | 1856          | 1866           | Geruild tegen HSM Leiden.     |
| 7              | 20         | 1852          | 1855           | 1859          | 1866           | Geruild tegen HSM Sirius.     |
| 8              | 21         | 1853          | 1855           | 1857          | 1866           | Gekocht door HSM.             |
| 9              | 22         | 1853          | 1855           | 1858          | 1866           | Geruild tegen HSM Amstel.     |